# Matthias Nitsch
Matthias Nitsch albo Mathias Nitsch, znany też jako Bubi Nitsch (ur. w 1908 r.) – spiskoniemiecki taternik, przewodnik i ratownik tatrzański.
Uczęszczał do liceum w Kieżmarku. Przed II wojną światową należał do najaktywniejszych taterników i najlepszych przewodników w Tatrach. Brał udział w wielu wyprawach, także bardzo trudnymi drogami, ze wspinaczami różnych narodowości, także polskimi, np. Stanisławem Motyką.
Dużo czasu Nitsch spędzał w schronisku nad Zielonym Stawem Kieżmarskim i w tej okolicy działał najczęściej jako przewodnik i instruktor narciarski. Pomagał wówczas w prowadzeniu schroniska ówczesnym dzierżawcom, Bertalanowi Duchoňowi i Gyuli Arpadowi Keglowi. Po ich odejściu (ok. 1942 r.) sam został kierownikiem, później Matthiasa Nitscha zastąpiła rodzina. Pod jego opieką był też hotel Zipser Hof w Kieżmarku.
Nitsch był aktywnym ratownikiem górskim. W latach 1940–1943 zajmował się organizacją ratownictwa przez Karpathenverein, od 1942 przez rok pełnił funkcję zastępcy kierownika KV-Bergwacht. Brał też udział w kursie ratownictwa górskiego w Alpach (zima 1943 r.). Jako jeden z pierwszych w 1942 r. wprowadził do użycia przez ratowników tatrzańskich zestaw Grammingera.
1 lipca 1943 r. został wcielony do Waffen-SS, brał potem udział w walkach na froncie wschodnim. Po wojnie prowadził niewielkie schronisko w Alpach Bawarskich. Wyemigrował w końcu z rodziną do Stanów Zjednoczonych. Na Alasce był przewodnikiem górskim, a jeden ze zdobytych szczytów nazwał Karpatenspitze. Po 1960 r. pracował jako dyrektor dużego hotelu w okolicach Filadelfii.

## Osiągnięcia taternickie
- nowe drogi północną ścianą Kieżmarskiej Kopy i Kominem Motyki na Czarnym Szczycie,
- pierwsze zimowe przejście granią od Jastrzębiej Turni na Kołowy Szczyt[2],
- pierwsze zimowe przejście granią z Polskiego Grzebienia na Gerlach (marzec 1936 r., z Pavlem Krupinským),
- pierwsze zimowe wejście Drogą Jordána na Łomnicę (styczeń 1935 r.),
- pierwsze zimowe przejście z Niżniej Miedzianej Przełączki przez Widły na Kieżmarski Szczyt (kwiecień 1935 r., z dwoma berlińczykami),
- pierwsze zimowe wejście środkiem północnej ściany Ostrego Szczytu (styczeń 1936 r., z Eduardem Kirchnerem)[1].